# Laval (Belgique)
 (août 2019).
Si vous disposez d'ouvrages ou d'articles de référence ou si vous connaissez des sites web de qualité traitant du thème abordé ici, merci de compléter l'article en donnant les références utiles à sa vérifiabilité et en les liant à la section « Notes et références ».
Pour les articles homonymes, voir Laval.
Laval (en wallon : Ol l'Vâ ) est un hameau de la commune belge de Sainte-Ode située en Région wallonne dans la province de Luxembourg. Il est contourné à l’ouest par le Laval, un affluent de l’Ourthe occidentale.

## Curiosité
Le château-ferme de Laval, dont la partie plus ancienne (une cave) remonte au XIVe siècle, est une belle demeure du XVIIe siècle. Le château est ouvert au tourisme et ses dépendances ont été aménagées en gîtes ruraux.